# 아브루치공작자유꼬리박쥐
아브루치공작자유꼬리박쥐(Chaerephon aloysiisabaudiae)는 큰귀박쥐과에 속하는 박쥐의 일종이다. 카메룬과 중앙아프리카공화국, 콩고민주공화국, 코트디부아르, 가봉, 가나, 남수단 그리고 우간다에서 서식한다. 자연 서식지는 아열대 또는 열대 기후 지역의 건조림과 습윤 저지대 숲 그리고 습윤 사바나 지역이다. 서식지 감소로 위협을 받고 있다.